# Aselliscus
Aselliscus is een geslacht van zoogdieren uit de familie van de bladneusvleermuizen van de Oude Wereld (Hipposideridae). De wetenschappelijke naam van het geslacht werd in 1941 gepubliceerd door George Henry Hamilton Tate.

## Soorten
Er worden 3 soorten in dit geslacht geplaatst:
- Aselliscus dongbacanus Vuong Tan Tu, Csorba, Görföl, S. Arai, Nguyen Truong Son, Thanh Trung Hoang, & Hassanin, 2015
- Aselliscus stoliczkanus (Dobson, 1871)
- Aselliscus tricuspidatus (Temminck, 1835)